# Niutian (köpinghuvudort i Kina, Jiangxi Sheng, lat 27,30, long 115,72)
Niutian är en köpinghuvudort i Kina. Den ligger i provinsen Jiangxi, i den sydöstra delen av landet, omkring 150 kilometer söder om provinshuvudstaden Nanchang. Antalet invånare är 19 725. Befolkningen består av 9 326 kvinnor och 10 399 män. Barn under 15 år utgör 26,0 %, vuxna 15-64 år 65 %, och äldre över 65 år 7,0 %.
Runt Niutian är det ganska tätbefolkat, med 139 invånare per kvadratkilometer. Närmaste större samhälle är Nancun, 19,4 km öster om Niutian. I omgivningarna runt Niutian växer huvudsakligen savannskog.
Genomsnittlig årsnederbörd är 2 221 millimeter. Den regnigaste månaden är juni, med i genomsnitt 358 mm nederbörd, och den torraste är oktober, med 20 mm nederbörd.